# 坎波杜梅奥
坎波杜梅奥是巴西米纳斯吉拉斯州的一个市镇。总面积273.83平方公里，总人口11476人，人口密度41.9人/平方公里。